# Hymenodiscus verticillatus
Hymenodiscus verticillatus is een achtarmige zeester uit de familie Brisingidae.
De wetenschappelijke naam van de soort werd in 1889 als Brisinga verticillata gepubliceerd door Percy Sladen. De beschrijving is gebaseerd op één exemplaar dat tijdens de Challenger-expeditie op 6 mei 1873 uit de Atlantische Oceaan ten oosten van New Jersey werd opgedregd van een diepte van 1350 vadem (2469 meter).